# Konrad-Adenauer-Brücke (Würzburg)

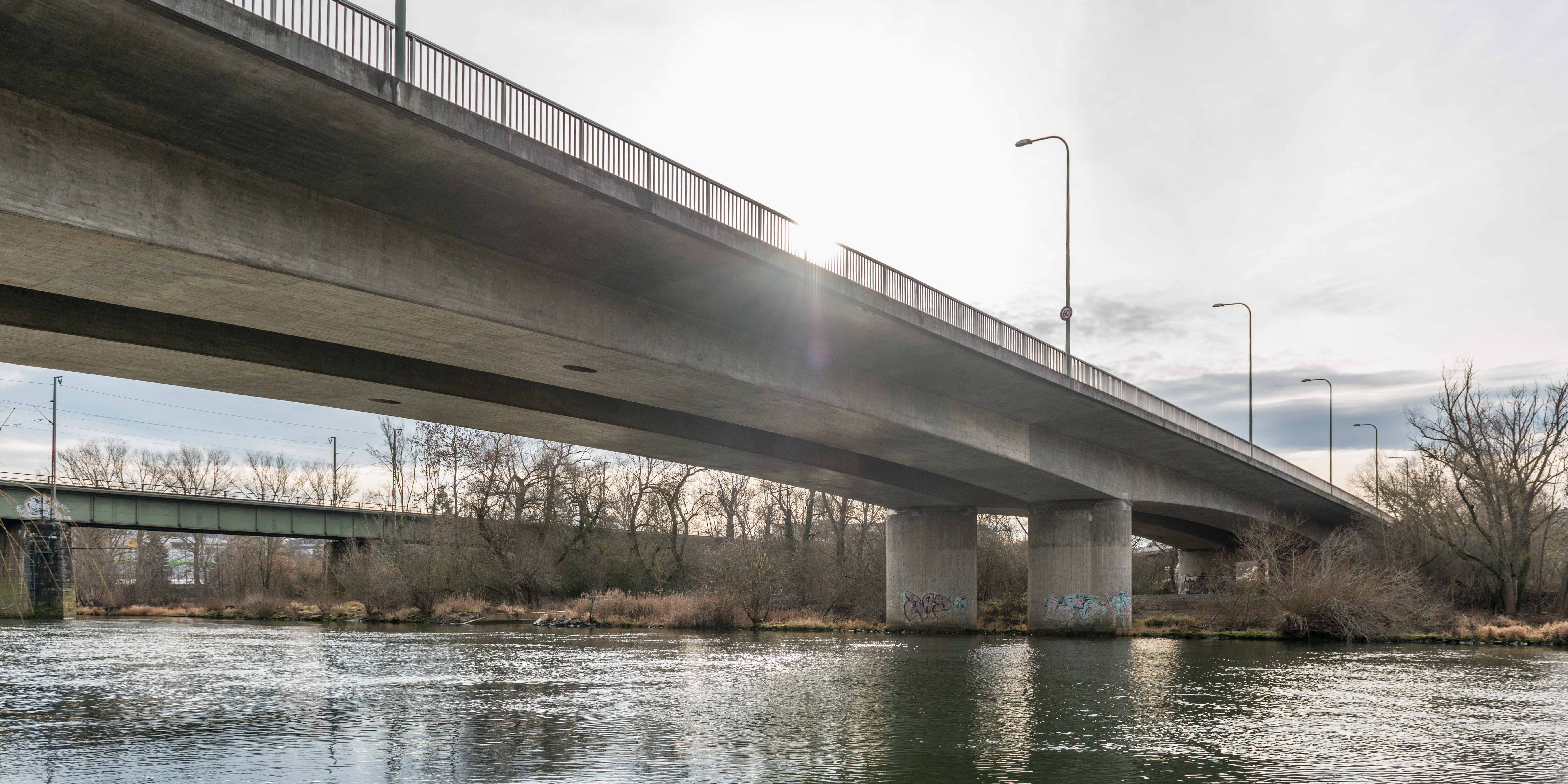
Konrad-Adenauer-Brücke

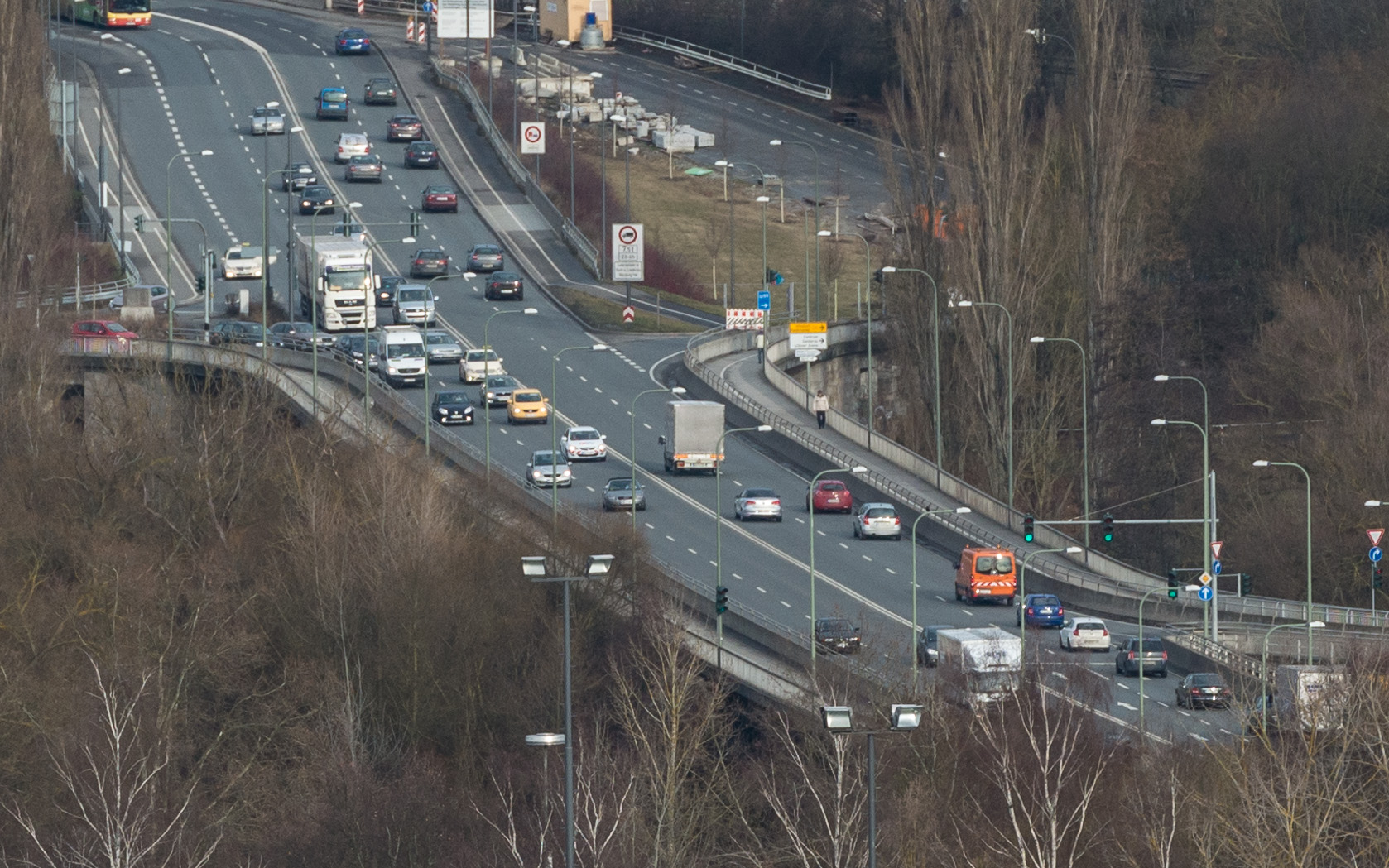
Fahrbahn der Konrad-Adenauer-Brücke

Die Konrad-Adenauer-Brücke ist die südlichste der insgesamt vier Würzburger Straßenbrücken über den Main. Die 420 Meter lange Brücke überführt den vierspurigen südlichen Stadtring sowie beiderseits der Fahrbahn Fuß- und Fahrradwege.

## Lage
Die Konrad-Adenauer-Brücke befindet sich im Süden Würzburgs bei Mainkilometer 255,06. Sie ist Teil der Bundesstraße 19 und steht in der Baulast der Stadt Würzburg. Die Brücke verbindet die rechtsmainischen Stadtteile Sanderau und Frauenland mit dem Stadtteil Heidingsfeld auf der linken Uferseite. Rechtsmainisch überspannt sie lediglich die Grünanlagen am Ufer, während sie auf der linken Mainseite zusätzlich noch über die Straßenbahngleise und die Mergentheimer Straße (Staatsstraße 511) führt. Sie ist insbesondere für die Bewohner der südlichen Stadtteile und den Transitverkehr auf dem Stadtring von Bedeutung, da die nächste Straßenbrücke in südlicher Richtung rund 10 Kilometer entfernt ist und die nördlich gelegene Löwenbrücke bereits im Innenstadtgebiet liegt.
Unmittelbar südlich der Konrad-Adenauer-Brücke liegt die zweigleisige Eisenbahnbrücke für die Bahnstrecken von Würzburg nach Stuttgart (KBS 780) und Treuchtlingen (KBS 920).

## Beschreibung
Mit dem Bau der Brücke wurde 1965 begonnen und nach zwei Jahren Bauzeit war sie 1967, im Jahr von Konrad Adenauers Tod, fertiggestellt. Somit ist sie der bislang vorletzte Brückenneubau in Würzburg. Sie wurde anfangs für eine tägliche Verkehrsbelastung von 25.000 bis 30.000 Fahrzeugen ausgelegt, mittlerweile hat sich die Frequentierung auf bis zu 55.000 Fahrzeuge verdoppelt. Das 420 Meter lange Bauwerk aus Spannbeton besteht aus vier Feldern, die über den Strompfeilern leicht gevoutet sind. Die Durchfahrtshöhe auf dem Fluss beträgt 6,80 m.
Seit Anfang der 1990er-Jahre musste die Brücke stetig erneuert werden, so wurden bis 2002 für rund 3,5 Millionen Euro die Brückenkappen, die Brückenlager, die Koppelfugen und die Entwässerungsanlage modernisiert bzw. ersetzt sowie kleine Ausbesserungsarbeiten an der Fahrbahndecke durchgeführt. Von Juni bis September 2007 wurden die Fahrspuren Richtung Heidingsfeld und ab Frühjahr 2008 die der Gegenrichtung komplett erneuert.